# Edgar Zévort
Ne doit pas être confondu avec Charles Zévort.
Edgar Zévort (Charles, François, Edgard, dit Edgar Zévort), né le 15 juin 1842 à Rennes et mort le 27 mars 1908 à Caen, est un pédagogue, recteur d'académie, et historien français.

## Biographie
Le père d'Edgar Zévort, Charles Zévort, est un philosophe, inspecteur général de l’instruction publique, et directeur de l'Enseignement secondaire au ministère de l'Instruction publique de 1879 à 1887. Sa mère, belle-sœur de Louis Pasteur, est elle-même fille de recteur.  En 1856 Edgar est au collège Bourbon à Aix-en-Provence où l'un de ses condisciples se nomme Émile Zola. Bachelier ès lettres en 1859, il prépare à Paris l'École normale supérieure où il est admis en 1861. À la sortie de l'école, il est affecté au lycée de Montpellier, où il reste un an. En 1865, il est reçu à l'agrégation d'histoire et de géographie. Il enseigne alors l'histoire, successivement dans divers établissements : Brest, Cluny, Angers, Bordeaux, Versailles, puis au lycée Henri-IV à Paris. Son déplacement d'Angers à Bordeaux est le résultat d'une intervention de l'évêque qui exige son remplacement après une conférence sur Saint-Louis. Zévort aurait tenu lors de celle-ci des propos très hostiles à la religion catholique. 
En 1880, Edgar Zémort soutient une thèse de doctorat ès lettres Le marquis d'Argenson et le ministère des affaires étrangères, du 18 novembre 1744 au 10 janvier 1747 ainsi qu'une thèse latine De Gallicanis imperatoribus. - Lutetiae Parisiorum. 
Il est nommé inspecteur d'académie de la Seine le 8 janvier 1881 puis recteur de l'académie de Caen le 20 octobre 1884. Il reste en fonction jusqu'à son décès en mars 1908.

## Publications

### Livres d'histoire à destination des écoles, collèges et lycées
- Biographies d'hommes illustres des temps anciens et modernes, nouveau cours d'histoire à l'usage des lycées et collèges, classe de neuvième

 Paris, 1887, Picard-Bernheim , 259 p. lire en ligne sur Gallica
- L'histoire nationale racontée aux adolescents : entretiens et récits familiers sur les principaux personnages et les grands faits de notre histoire, 1898, Paris Éd.  A. Picard et Kaan (Paris) 207 p. lire en ligne sur Gallica

- Histoire sommaire de la France depuis les origines jusqu'à l'avènement de Henri IV, classe de huitième, Paris, 1884, ed. Picard-Bernheim, 216 p.

- Histoire de France depuis l'avènement de Henri IV jusqu'à nos jours, classe de septième, Paris, 1884, ed. Picard-Bernheim, 288 p.

- Histoire de France depuis 1328 jusqu'à nos jours, précédée d'une révision de l'Histoire de France depuis les Gaulois jusqu'en 1328, cours moyen. Ouvrage rédigé en vue du certificat d'études primaires, 5e édition 1884, Picard-Bernheim, 324 p.

- Histoire de notre patrie depuis les temps les plus reculés jusqu'à nos jours, ouvrage destiné aux Écoles normales, 1re année, aux aspirants et aspirantes aux brevets de capacité, aux Écoles primaires supérieures, Paris, 1884, Picard-Bernheim, 478 p.

### Autres livres d'histoire
- Histoire de la Troisième République, Paris, 1879-1901, éd. F. Alcan. 4 vol.  t1  La présidence de M. Thiers, 411 p.; t2 La présidence du Maréchal 550 p. ; t3 La présidence de Jules Grévy 546 p.  ; t4  La présidence de Carnot 396 p. lire en ligne sur Gallica

- Le marquis d'Argenson et le Ministère des affaires étrangères du 18 novembre 1744 au 10 janvier 1747 ([Reprod. en fac-sim.]) 1880, Slatkine lire en ligne sur Gallica

- Thiers, Paris, Société française d'imprimerie et de librairie, 240 p. lire en ligne sur Gallica

- Histoire de Louis-Philippe, Paris, G. Baillière, 1879, 192 p.

- « Documents pour servir à l'histoire de l'instruction publique au XIXe siècle » in Mémoires de l'Académie nationale des sciences, arts et belles-lettres de Caen, 1891, 29 p.

### Autres publications
- Montesquieu, Paris, 1887, ed.  H. Lecène et H. Oudin,  240 p. lire en ligne sur Gallica